# 세탁공

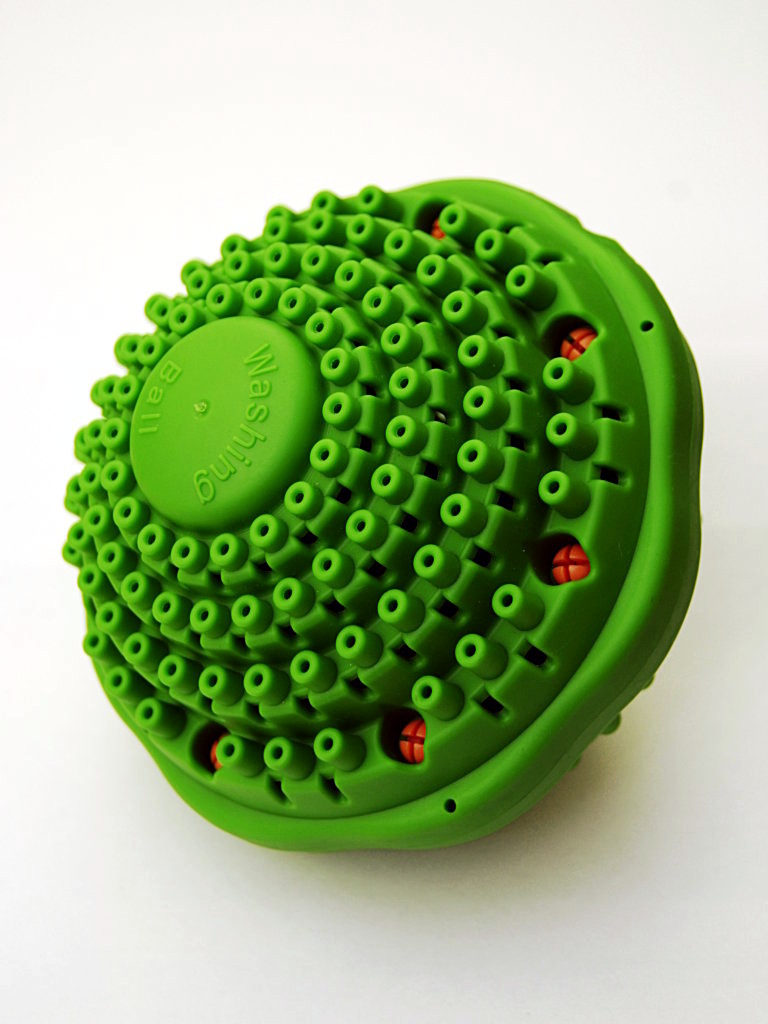
스웨덴의 매직볼

세탁공 또는 세탁볼은 세탁기로 세탁할 때 세탁물과 함께 넣어 사용하는 소형 제품이다. 플라스틱, 금속, 고무 따위의 재질로 되어 있다. 빨래가 엉키지 않게 해줌으로써 세탁에 도움을 준다. 일부 제조사들은 세제 대신 세탁공만 사용하더라도 세척력이 높다는 주장하기도 한다. 이런 주장이 과학적이지 않다는 견해도 있다.
세탁공은 세탁세제 대용으로 홍보되는 고체의 불용성 물질로 만든 제품이다. 세탁공 제조업체는 종종 세탁볼의 작용 메커니즘에 대해 사이비과학적 주장을 하고 그 이점을 과장한다. 세탁공을 이용한 세탁은 세제 없이 세탁하는 것보다 효과적이거나 덜 효과적이다. 관찰된 청소 효과는 주로 세탁물과의 기계적 상호작용이나 찬 물 대신 뜨거운 물을 사용하는 것에 기인할 수 있다. 연방거래위원회(Federal Trade Commission)는 오해의 소지가 있는 주장을 한 제조업체에 대해 조치를 취했으며, 고객 보호 단체에서는 이러한 유형의 제품을 구매하지 말 것을 권고했다.

## 유형
세탁공은 원반형, 구형, 도넛 등 다양한 형태로 제공된다. 일부에는 "활성화수"(activated water)라고 주장되는 세라믹 조각, 자성 물질 또는 유색 액체가 포함되어 있으며 이들 중 어느 것도 효과를 향상시키는 것으로 입증되지 않았다. 일부 공은 알약 형태의 세제이나 기타 성분으로 다시 채울 수 있다.
미국에서는 홈쇼핑 채널이나 다단계 마케팅 참여자를 통해 세탁공이 판매되고 있다. 생태학적 또는 환경적 초점을 맞춘 소매점에서도 볼 수 있다. 초기 마케팅 붐 동안 세차와 같은 틈새 시장을 위해 세탁공이 제조되었다.

## 같이 보기
- 드라이어 공
- 스테인리스강 비누